# Sarsawa
Sarsawa es una ciudad y municipio situada en el distrito de Saharanpur en el estado de Uttar Pradesh (India). Su población es de 18956 habitantes (2011). 

## Demografía
Según el censo de 2011 la población de Sarsawa era de 18956 habitantes, de los cuales 10076 eran hombres y 8880 eran mujeres. Sarsawa tiene una tasa media de alfabetización del 79,40%, superior a la media estatal del 67,68%: la alfabetización masculina es del 85,21%, y la alfabetización femenina del 72,88%.